# Per Lindström (matematiker)
Per Magnus Lindström, född 9 april 1936, död 21 augusti 2009 i Alingsås, var en svensk matematiker och professor i logik vid Göteborgs universitet mest känd för sitt arbete med logiska kvantifikatorer. Generaliseringen av första ordningen kvantifikatorer (existenskvantifikatorn och allkvantifikatorn) benämns Lindström kvantifikatorer och Lindströms sats är även uppkallad efter honom. Dessa har använts inom datavetenskapen.
Lindström tog studentexamen vid Hvitfeldtska gymnasiet 1955 och studerade filosofi och matematik vid Göteborgs universitet. År 1966 disputerade han i teoretisk filosofi och blev 1991 professor i logik.
Per Lindström är gravsatt i minneslunden på Nolby begravningsplats i Alingsås.